# Birger Elmér

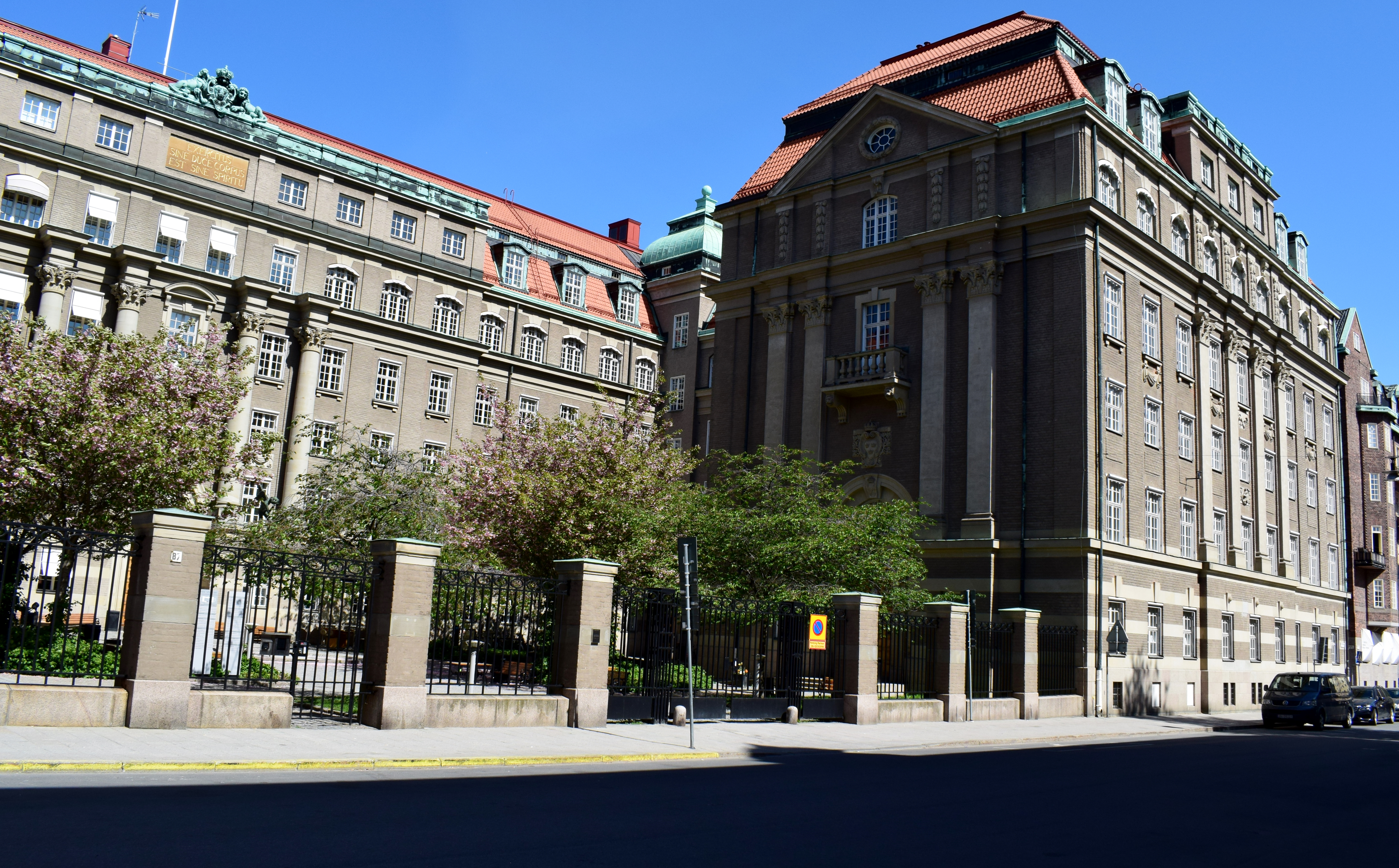
Vid Försvarsstaben tjänstgjorde Elmér i olika funktioner från 1951 och fram till 1975.

Carl Gustaf Birger Elmér, född 8 augusti 1919 i Sofia församling i Jönköping, död 8 november 1999 i Jönköping, var en svensk militär och ämbetsman. Fram till 1975 var han chef för den hemliga organisationen Försvarsstabens särskilda byrå, mer känd som IB.

## Biografi

### Tiden före IB
Elmér gjorde sin militärtjänst vid Kungl. Älvsborgs regemente, I 15, i Borås. Han läste psykologi 1945 till 1947 samtidigt som han blev löjtnant. Han arbetade ett tag vid Centrala Värnpliktsbyråns personalprövningsdetalj. Elmér anställdes sedan vid försvarsstabens utrikesavdelning. Då han tillträdde den 22 oktober 1951 blev han direkt chef för ”utrikesavdelningens psykologiska detalj”. Samtidigt tog han över ett projekt på överbefälhavarens initiativ och med utrikesdepartementets samtycke, vilket resulterade i en licentiatavhandling vid Stockholms Högskola med titeln Propagandaanalys : En studie av sovjetiska radioutsändningar på svenska och finska språken 1952–1954 (1956). Verksamheten hade tidigare drivits av ”propagandagruppen”, följd av UD:s radioavlyssningsbyrå. Man följde, i första hand rysk, ”propaganda” riktad mot Sverige i svenska och utländska medier. Elmér följde också rysk radio upptagen av ”ett par svenska myndigheter”, framför allt Försvarets radioanstalt (FRA). Elmér avlade fil.kand.-examen i ämnena praktisk filosofi, sociologisk kurs, pedagogik och teoretisk filosofi.
Elmér åkte under denna tid på en rad utlandsuppdrag, bland annat tillsammans med chefen för underrättelseavdelningen, Gunnar Smedmark. I samband med nedskjutningen av en DC-3 i juni 1952 åkte han till Wiesbaden på radioupptagninguppdrag. Elmér utvecklade goda kontakter med Västtyskland och SPD:s östriktade Ostbüro. Elmér bekände sig som socialdemokrat. Hans verksamhet bedrevs också i samförstånd med partiet. Hans inledande kontakt var enligt utsago försvarsminister Torsten Nilsson, eller Arne Pettersson. Allteftersom knöt han kontakter med socialdemokrater i Tyskland, Danmark, Finland och Norge. Han hade vissa kontakter med arbetarrörelsen i Sverige. Elmérs arbete syftade i första hand till att anskaffa underrättelser om kommunister och andra som antogs kunna hota rikets säkerhet.
Åren 1953–1957 var Elmér arkivchef för Dokumentationscentralen vid försvarsstabens utrikesavdelning. 1956 inrättades på försök en permanent central organisation för rundradioavlyssning vid FRA på Lovön. Grupp B (B av Birger) skapades formellt 1957 med Elmér som chef. Verksamheten växte fram successivt under 1950-talet.

### IB-perioden
1965 slogs B-kontoret och en annan avdelning (T-kontoret) samman efter en maktkamp mellan Elmér och T-kontorets chef Thede Palm. Chef för denna nya Försvarsstabens särskilda byrå blev Elmér. Organisationen kom att kallas IB, en förkortning som ibland uttolkats som Informationsbyrån, ibland som Inhämtning Birger. Någon officiell förklaring till vad IB stod för har aldrig lämnats, men den ursprungliga benämningen på Grupp B vid bildandet 1957 var ”Fs/In Grupp B” (Försvarsstabens Inrikesavdelning Grupp B). Förkortningen IB kan ha uppstått redan då.
IB avslöjades av journalisterna Jan Guillou och Peter Bratt i tidningen Folket i Bild/Kulturfront nr 9 den 3 maj 1973.
Officiellt slutade Elmér på IB 1975. Han fortsatte dock i flera år att lämna rapporter till Försvarsstaben och, under täcknamnet ”Erik”, till Säpo.

### Efter IB
Ett tiotal år efter IB-perioden träffades Elmér och Guillou i en kö på en bank. Detta blev början till ett samarbete om de flesta böckerna i serien Carl Hamilton där Elmér bidrog med sin kunskap om underrättelsetjänsten. Elmér fick även ett alter ego i böckerna, som Hamiltons chef Den Gamle.

## Utmärkelser
- Kommendör av Nordstjärneorden, 3 december 1974.[4]